# Mère suffisamment bonne
La notion de mère suffisamment bonne vient des théorisations de Donald Winnicott (The good-enough mother, 1953), inspirées par les idées de Mélanie Klein, qui parlait elle d'« expériences suffisamment bonnes » pour l'enfant en désignant implicitement les soins maternels et la capacité de l'enfant à les recevoir.

## Origine de l'expression
« Quel psychanalyste, aussi fameux soit-il, oserait aujourd'hui, comme le fit en son temps Winnicott, évoquer l'existence d'une good enough mother, locution ambiguë traduite en français, de manière imprécise et peu élégante, par "mère suffisamment bonne" ou, plus rarement, par "mère ordinaire normalement dévouée", mais qui signifie plutôt "mère tout juste acceptable" ? », c'est ainsi que Michel Gribinski a souligné le contre-sens induit par la traduction usuelle de cette locution qui doit être comprise avant tout comme une litote. Winnicott lui-même était conscient de l'ambiguïté de sa formulation et tentait, par cette condensation stylistique, de donner une idée quantitative à ce qui ne l'est pas (la quantité d'amour d'une mère pour son enfant) :
« Que dire de nouveau sur un sujet déjà bien rebattu ? Mon nom est maintenant lié à cette expression, et peut-être devrais-je m'en expliquer. Un jour d'été, en 1949, j'allais prendre un verre avec Mademoiselle Isa Benzie, productrice à la BBC, qui m'a laissé un excellent souvenir et qui est aujourd'hui à la retraite. Pendant que nous marchions, elle me proposa de faire une série de 9 causeries à la radio et me donna carte blanche quant au choix du sujet. Elle était, bien sûr, en quête d'un titre accrocheur pour son émission, mais je l'ignorais. Je lui précisais que je ne voulais pas dire aux auditeurs comment s'y prendre. D'ailleurs, je n'en savais rien. J'avais envie de parler aux mères de ce qu'elles font bien, de ce qu'elles font bien simplement parce que chaque mère est dévouée à la tâche qui lui incombe, à savoir les soins nécessaires à un nourrisson, éventuellement à des jumeaux. Je lui dis que, normalement, les choses se passent ainsi et qu'il est exceptionnel pour un bébé de commencer sa vie sans bénéficier des soins d'une telle spécialiste. Nous n'avions pas fait 20 mètres qu'Isa Benzie avait compris. Elle s'écria : " Formidable ! La mère ordinaire normalement dévouée. " Le problème était réglé." »

## Résumé
L'ouvrage traduit en français contient trois textes détaillant les concepts développés : « La préoccupation maternelle primaire » (1956), « La mère ordinaire normalement dévouée » (1966) et « La capacité d’être seul » (1958).
Superficiellement, on peut résumer l'idée de « la mère suffisamment bonne » comme celle qui sait donner des réponses équilibrées aux besoins du nourrisson, ni trop ni trop peu. Winnicott lie ces réponses de la mère à la constitution du soi en vrai ou en faux. En français, pour distinguer cette expression, on a gardé le terme anglais pour désigner le vrai et le faux self.
On l'oppose à une mère qui ne serait « pas assez bonne », qui laisserait l'enfant en souffrance et dans l'angoisse néantisante.
On l'oppose aussi à une mère qui serait « trop bonne », qui répondrait trop aux besoins de l'enfant, et ne le laisse pas assez ressentir le manque qui est également essentiel à sa constitution, plus précisément à l'identification du moi comme différencié de la mère. Ce trop maintient l'enfant dans une sensation de toute-puissance et d'omnipotence.
Cette notion s'oppose donc à celle de la « bonne mère » (si elle pousse vers le toujours plus), pour introduire l'idée d'une réponse qui doit être équilibrée, suffisante, mais pas « débordante ».
Ces principes ne font pas office de jugement et ne s'attachent pas à décrire la personne de la mère, mais le rapport de l'enfant à un objet maternel, qui peut en partie, mais pas nécessairement, être lié à la personne physique.
En conséquence, cette conception peut prendre une tournure moralisatrice hors des conceptions psychanalytiques et il faut l'utiliser avec les précisions qui s'imposent.